# اگوساک
اگوساک (به فرانسوی: Aguessac) یک کمون در فرانسه است که در Canton of Millau-Est واقع شده‌است.

## خصوصیات
اگوساک ۱۷٫۶۴ کیلومترمربع مساحت و ۸۶۰ نفر جمعیت دارد و ۳۷۲ متر بالاتر از سطح دریا واقع شده‌است.